# ОШ „Свети Сава” Крагујевац
ОШ „Свети Сава” Крагујевац је државна установа основног образовања, основана 1989. године.
Школа је по оснивању, добила име од оснивача СО Крагујевац, ОШ „Наталија Кока Петровић”, као знак признања и поштовања првоборца, заслуженог просветног радника, учитељице и дугогодишњег директора учитељске школе у Крагујевцу. Под овим именом школа је била позната до школске 1990/91. године.
Изградња школе започета је 7. јула 1988. године, а грађена је средствима градског самодоприноса. Циљ изградње школе био је растерећење школе „Мирко Јовановић” на Аеродрому, укидање треће смене и шестодневне радне недеље, што је и постигнуто.
Школа обухвата ученике са територије МЗ Аеродром, Угљешница, Сушица, Виногради, Поскурице, Шљивовац и Доње Грбице.